# At Inter Media Arts, April 1991
At Inter Media Arts, April 1991 ist ein Jazzalbum von Sun Ra. Die im Inter-Media Arts Center in New York City am 20. April 1991 entstandenen Aufnahmen erschienen am 25. November 2016 auf dem Label Modern Harmonic.

## Hintergrund
Sun Ra and His Arkestra at Inter Media Arts, April 1991 ist ein Live-Mitschnitt des Radiosenders WNYC aus der späten Karriere des Bandleaders. 1990 hatte Sun Ra einen (ersten) Schlaganfall erlitten. Er nutzte seitdem einen Rollstuhl und konnte nicht mehr singen, aber seine Fähigkeiten, Keyboard zu spielen und die Band zu leiten, scheinen ungebrochen, notierte Sean Westergaard. Geboten wurde bei dem Konzert ein typisch weitreichendes Repertoire mit Klassikern von Duke Ellington und Fletcher Henderson, gemischt mit sphärischen Gesängen und anderem Arkestra-Material, wie „Space Is the Place/We Travel the Spaceways“.

## Titelliste
- Sun Ra: At Inter Media Arts, April 1991 (Modern Harmonic MH-8022)[2]

CD 1
1. Intro / Springtime Again 6:44
2. Advice to Medics / Friendly Galaxy 8:38
3. Love in Outer Space 7:26
4. Hocus Pocus (Will Hudson) 3:48
5. The Mayan Temples 8:36
6. Yeah Man! (Fletcher Henderson, Noble Sissle) 3:25
7. Prelude to a Kiss (Duke Ellington, Sun Ra) 6:31
8. Space Is the Place / We Travel the Spaceways 5:51

CD 2
1. Intro / Early Autumn (Johnny Mercer, Ralph Burns, Woody Herman) 6:37
2. Opus in Springtime 4:28
3. Retrospect / East of the Sun 7:57
4. Carefree 7:18
5. Cocktails for Two (Arthur Johnston, Sam Coslow) 5:14
6. Planet Earth Day 8:04
7. Space Loneliness 7:47
8. We Travel the Spaceways 7:08

Wenn nicht anders vermerkt, stammen die Kompositionen von Sun Ra.

## Rezeption
Sean Westergaard verlieh dem Album in Allmusic vier Sterne und schrieb, der Mitschnitt sei eine atemberaubende Veranstaltung Sun Ras im Jahr 1991, das nur zwei Jahre vor Sun Ras „irdischer Abreise“ stattfand, und seine Keyboardarbeit sei hier erstaunlich schrill und lebendig gewesen. Auch das Arkestra hätte in perfekter Form gespielt; diese besondere Nacht zeigte auch die stimmliche Pracht des Arkestra, kraftvoll von June Tyson, Michael Ray, T.C. Carney, James Jacson und John Gilmore dargeboten. Die Band klinge fantastisch, mit John Gilmore, der nicht nur Solo-Spots auf dem Tenorsaxophon bekomme, sondern auch auf der Klarinette, und wie üblich zerreiße Marshall Allen „Prelude to a Kiss“. Die Tonqualität, ursprünglich für eine Hörfunksendung vorgesehen, sei exzellent.